# Sympiesis australiensis
Sympiesis australiensis är en stekelart som först beskrevs av Girault 1913.  Sympiesis australiensis ingår i släktet Sympiesis och familjen finglanssteklar. Inga underarter finns listade i Catalogue of Life.